# Nazionale maschile under 20 di hockey su ghiaccio della Svezia
La nazionale di hockey su ghiaccio maschile della Svezia Under-20 è la selezione Under-20 di hockey su ghiaccio della Svezia. La selezione è posta sotto l'egida della Svenska Ishockeyförbundet, membro della International Ice Hockey Federation.

## Competizioni internazionali
- 1977. 5º posto
- 1978. 2º posto - Medaglia di argento
- 1979. 3º posto - Medaglia di bronzo
- 1980. 3º posto - Medaglia di bronzo
- 1981. 1º posto - Medaglia d'oro
- 1982. 5º posto
- 1983. 4º posto
- 1984. 5º posto
- 1985. 5º posto
- 1986. 5º posto
- 1987. 3º posto - Medaglia di bronzo
- 1988. 5º posto
- 1989. 2º posto - Medaglia di argento
- 1990. 5º posto
- 1991. 6º posto
- 1992. 2º posto - Medaglia di argento
- 1993. 2º posto - Medaglia di argento
- 1994. 2º posto - Medaglia di argento
- 1995. 3º posto - Medaglia di bronzo
- 1996. 2º posto - Medaglia di argento

- 1997. 8º posto
- 1998. 6º posto
- 1999. 4º posto
- 2000. 5º posto
- 2001. 4º posto
- 2002. 6º posto
- 2003. 8º posto
- 2004. 7º posto
- 2005. 6º posto
- 2006. 5º posto
- 2007. 4º posto
- 2008. 2º posto - Medaglia di argento
- 2009. 2º posto - Medaglia di argento
- 2010. 3º posto - Medaglia di bronzo
- 2011. 4º posto
- 2012. 1º posto - Medaglia d'oro
- 2013. 2º posto - Medaglia di argento
- 2014. 2º posto - Medaglia di argento
- 2015. 4º posto